# Béatrice Bellamy
Béatrice Bellamy (geboren am 20. Oktober 1966 in Nantes) ist eine französische Politikerin. 2022 wurde sie als Abgeordnete  für den zweiten Wahlkreis des Département Vendée  in die Nationalversammlung gewählt.

## Leben und Wirken

### Berufliche Laufbahn
Béatrice Bellamy wuchs in Cugand (Vendée) auf, wo ihr Vater als Allgemeinmediziner tätig war. 25 Jahre lang arbeitete sie im Gesundheitsbereich eines Pharmakonzerns. Dort war sie unter anderem Regionaldirektorin. Sie engagierte sich in ihrer Gemeinde La Roche-sur-Yon, ist ehrenamtlich in mehreren lokalen Vereinen tätig und sitzt im Vorstand der Nationalen Liga gegen Krebs.

### Politische Laufbahn
Im Alter von 23 Jahren wurde sie in Cugand erstmalig in den Gemeinderat gewählt. Bei den Kommunalwahlen 2008 in La Roche-sur-Yon stand sie auf der Liste von Michèle Peltan. Sie wurde jedoch nicht gewählt.
2014 nahm Beatrice Bellamy erneut an der Kommunalwahlkampagne von Luc Bouard teil und stand auf einer Liste der Rechten und des Zentrums. Ihre Liste gewann mit 53,89 % der Stimmen.
Während der Amtszeit 2014–2020 und dann nach der Wiederwahl von Luc Bouard im Jahr 2020 war Bellamy Stadträtin, zuständig für Sportveranstaltungen. Sie hat insbesondere La Joséphine initiiert und ins Leben gerufen, einen solidarischen Lauf und Marsch zugunsten des Kampfes gegen Brustkrebs, an dem jedes Jahr mehrere Tausend Menschen teilnehmen.
Bei der Parlamentswahl 2017 kandidierte  Bellamy für die Partei Les Républicains  im zweiten Wahlkreis des Départements Vendée. Ihr Stellvertreter war Luc Guyau, ein französischer Landwirt und Gewerkschafter, Vorsitzender der FNSEA und der FAO. Im ersten Wahlgang erhielt sie 16,69 % der Stimmen und lag damit weit hinter der Kandidatin der MoDem, Patricia Gallerneau. Im zweiten Wahlgang unterlag sie mit 40,42 % der Stimmen.
Ende 2021 trat sie der politischen Partei Horizons bei, die vom ehemaligen Premierminister Édouard Philippe ins Leben gerufen worden war. Sie beteiligte sich am Wahlkampf der Präsidialmehrheit für die Wiederwahl des Staatspräsidenten Macron im Jahr 2022.
Im Rahmen des Parteienbündnisses Ensemble wurde sie von der Präsidentenmehrheit als Kandidatin für den zweiten Wahlkreis des Departements Vendée an Stelle des bisherigen Abgeordneten Patrick Loiseau für die Parlamentswahl nominiert. Im ersten Wahlgang am 12. Juni 2022 erhielt sie 25,97 % der Stimmen und lag damit vor Nicolas Hélary, dem LFI-Kandidaten der Nupes (21,84 %). Im zweiten Wahlgang wurde sie dann als Abgeordnete des Wahlkreises mit 58,42 % gewählt.